# Bloemencorso Lichtenvoorde
Het Bloemencorso in Lichtenvoorde is sinds 1929 een bloemencorso rondom het centrum van de Nederlandse plaats Lichtenvoorde, dat elke tweede zondag van september plaatsvindt. Naast een optocht van praalwagens trekken verschillende showkorpsen door de straten.

## Geschiedenis
Al in 1898 werd er te Lichtenvoorde een corso gehouden. Dat was ter gelegenheid van de kroning van koningin Wilhelmina. Vanaf 1926 had de optocht voor het wegbrengen van de vogel voor het vogelschieten tijdens de kermis een corso-achtig karakter. In 1929 wordt deze optocht losgekoppeld van het vogelschieten. De wagens waren in die tijd opgesierd met heide, grassen en wat bloemen. Ze waren vaak niet groter dan een kinderwagen of bolderkar, er reden ook versierde fietsen mee. In 1957 veranderde dit, er werd afgesproken dat er voornamelijk dahlia's zouden worden gebruikt. De wagens werden groter waardoor er steeds meer bloemen nodig waren. Een speciale commissie ging daarvoor zorgen. Na 1970 kwam er subsidie van de gemeente. Een uitbreidend aantal bouwgroepen zorgde voor meer en steeds complexere wagens. Het bloemencorso trok nu jaarlijks bezoekers uit de wijde regio. In de jaren 1990 kwam er meer dynamiek in de optocht, onder andere door een actieve figuratie. Er liepen ook meer showorkesten mee tussen de wagens. Het gebruik van grote hoeveelheden dahlia's ter decoratie bleef. Bezoekers kwamen in steeds grotere getale naar Lichtenvoorde voor het bloemencorso.
In 2013 werd het Lichtenvoordse corso op de lijst van het Nationale Inventaris Immaterieel Cultureel Erfgoed gezet.  Het corso is volgens de organisatoren het op een na grootste corso ter wereld. Het grootste corso wordt gehouden in het Brabantse Zundert, de plaats waar de meeste dahlia's gekweekt worden.

## Jury
Het Lichtenvoordse bloemencorso kent drie jury’s: De vakjury (negen personen), CorsoKIDS (drie volwassenen en twee jongeren) en de theaterjury (drie personen). Op de zondagmorgen van het corso wordt elke wagen naar het tentoonstellingsterrein gebracht. Hier worden de wagens, alvorens de optocht begint, bekeken en beoordeeld door de jury, maar ook tijdens het corso worden de wagens gejureerd. De juryleden worden daarbij verdeeld over de route. De bekendmaking van de prijzen is op de maandagmorgen aansluitend, eerst wordt de uitslag van de CorsoKIDS bekendgemaakt en vervolgens de klassering van de grote wagens. Naast de vakjuryprijzen kent het corso ook een publieksprijs. Het publiek kan een stem uitbrengen via een QR-code.

## Bijschrijving op de UNESCO-lijst Immaterieel Erfgoed
Sinds 16 december 2021 staat het bloemencorso van Lichtenvoorde op de Representatieve Lijst van het Immaterieel Cultureel Erfgoed van de Mensheid van UNESCO. Dat is in Parijs besloten in de Algemene Vergadering van het Comité behorende bij het Unesco-verdrag over immaterieel erfgoed. Dit is een bijzondere erkenning voor het bloemencorso Lichtenvoorde en voor alle andere corso’s in Nederland, wat bevestigt dat wat zij doen uniek is.
Nederland telt zo'n 30 corso’s. Hiervan zijn er 21 aangesloten bij het Netwerk Immaterieel Erfgoed. Het Bloemencorso Lichtenvoorde is in 2013 opgenomen in de Inventaris Immaterieel Erfgoed Nederland. Met deze status is het Bloemencorso Lichtenvoorde verplicht om iedere twee jaar een borgingsplan op te stellen waarin men aantoont wat er allemaal gedaan wordt om dat erfgoed voor de toekomst te behouden.

## Corsogroepen
Anno 2023 zijn er achttien groepen die met een praalwagen deelnemen aan het corso. Veel daarvan doen al tientallen jaren mee.
- Van Reedestraat - 1956
- Boschlaan - 1956
- Zieuwentseweg - 1971
- Lansink Bluiminck - 1972
- Groep Rensing - 1973
- Groep van Ons - 1977
- Witte Brug - 1979
- Kwintet - 1980
- 6Kamp - 1981
- Groep Hooiland - 1981
- Harbers-Paul - 1981
- Teeuws - 1982
- Vedut Nogal- 1986
- Groep Marneth - 1993
- Lummels - 1999
- Boschkempers - 2003
- Veur Mekare?! - 2011
- Geschud(t) - 2016